# ناحیه شینهوی
شینهوی (به لاتین: Xinhui District) یک سکونتگاه مسکونی در جمهوری خلق چین است که در ژیانگمن واقع شده‌است.

## خصوصیات
شینهوی ۱٬۳۸۷٫۰۲ کیلومترمربع مساحت و ۷۴۰٬۰۰۰ نفر جمعیت دارد.